# 保良局
保良局（英語：Po Leung Kuk）是香港慈善團體，於1878年11月8日在香港成立。自此，保良局秉承着「保赤安良」宗旨，初期主要是遏止誘拐婦孺，為受害者提供庇護及教養。隨著香港社會的轉變，現已成為全港歷史悠久及具規模的慈善機構之一，主要服務包括安老、綜合家庭、教育等。

## 歷史

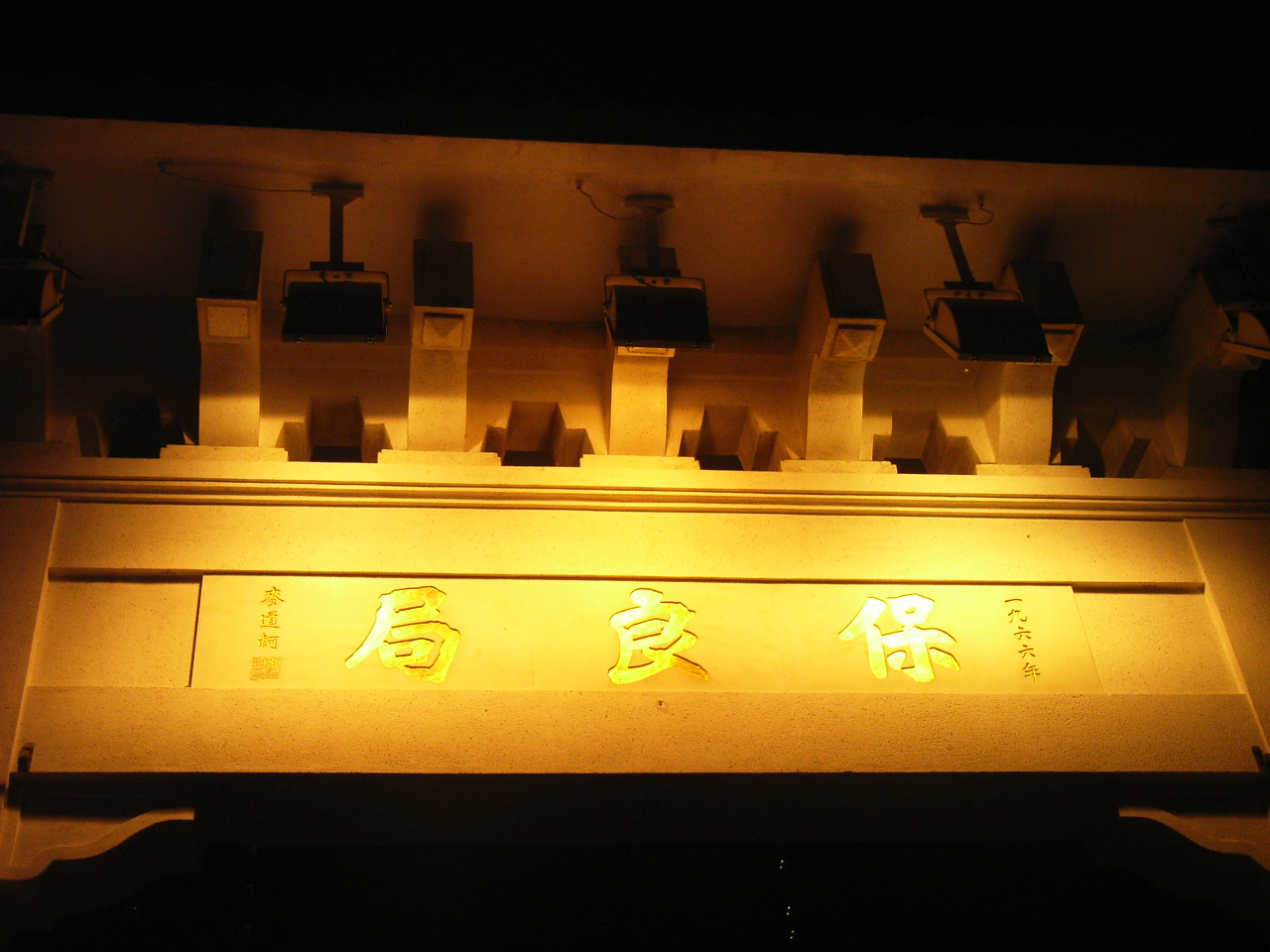
正門上，保良局的牌坊由1966年華民政務司麥道軻（John Crichton MacDouall）所題

在19世紀末，香港拐賣人口，逼良為娼等案件日增，東莞縣駐港客商盧賡揚（禮屏）（曾任1874年東華醫院總理）、馮普熙（明珊）（曾任1872年及1879年東華醫院總理）、施笙階、謝達盛等於1878年11月8日聯名上書港督軒尼詩，請准集資懸賞，懲查拐帶，以除拐匪而安善良。所以每年11月8日便成為創局紀念日。
同時全港紳商再行集議，促請政府順應民情，批准設立「保良公局」，專責防止誘拐，保護婦孺。得軒尼詩爵士應允轉詳英國藩政院（Colonial Office）核辦。同年11月12日，軒尼詩又札諭巡理府（Police Magistrates）、巡捕廳（Captain Superintendent of Police）及漢務參贊（Chinese Secretary）歐德理（E. J. Eitel）等組成委員會，與請願華商領袖合作，商議查禁拐帶及設法委辦保良公局，並起草方案，由軒尼詩本人核閱。
公局籌組初期，由馮明珊等暫充值理。當時經費不足，又無固定局址，幸獲東華醫院紳商大力襄助，借出該院之「平安」、「福壽」兩樓上層，作為辦公及收容婦孺之所。1879年5月，港中紳商為建「保良公局」而集會研討，議決先行擬定開捐值事22位，以為倡辦捐簽，如捐有成效，則另舉辦事7位。1880年5月20日，藩政院大臣金巴利伯爵（Earl of Kimberley）覆函軒尼詩，感謝華人士紳之幫助，並准設立保良公局，任由樂辦。1880年6月保良局之章程與組織制度仍在草擬中，並由定例局議員伍叙負責，擬定後提交律政司柯馬理（Edward Loughlin O'Malley）修訂及確認後再上呈金巴利伯爵。
倡設保良公局之20位紳董接奉擬就之章程制度後，經商議決定，通請闔港街坊於1880年8月15日（農曆庚辰七月初十）星期日齊集商設公局事宜，將章程當眾宣讀，眾感合意。凡當日與會簽名者，便為勸捐值事，合共88位紳商，日後再從眾值事中公舉值理（即今之總理）10名。與會紳商均為一時俊傑，當中包括盧禮屏（前開設儀安金山庄）、馮明珊（有利銀行買辦）、施笙階三位創辦人，其他社會名流則有梁鶴巢（仁記洋行）、李玉衡（前開設和興金山庄）、招雨田（廣茂泰南北行）、曹雨亭（慎安號）、馮華川（後任職於中華匯理銀行）、黃筠堂（廣記南北行）、葉藹山（裕德盛南北行）、韋寶珊（韋敦善堂）、許蔚臣（怡泰南北行）、伍秩庸（大狀師）等。保良局初期的創辦者多爲東華醫院的總理，保良局亦曾借用東華醫院作爲辦公場所。所以在早期有東保一家之説法，後期隨著保良局事業的擴大以及獨立辦公地點的建成，兩家機構逐漸分離。
1881年8月2日，經伍叙及柯馬理修訂完成之保良局規章共16款，送與局董察閱。新訂章程書明「保良局之設原係禁除拐帶及拯救被拐之婦女幼童」，並訂定其組織制度，如值理人數、任期、選舉等。1882年8月5日修訂後之保良局規章17款終獲批准，刊於憲報，名為「保良局條例」（Rules for the Society for the Protection of Women and Children）。
後因收容人數漸増，上環普仁街原址不敷應用；保良局遂於1932年遷往銅鑼灣禮頓道66號現址迄今。

## 架構
保良局事務根據《保良局條例》（香港法例第1040章）是由董事會全權負責，另設顧問局，就該局重要事務提供意見。

### 董事會
保良局董事會由11至20名總理組成，以選舉方式產生。董事會下設委員會，一般由主席或副主席擔任主任委員，其他委員由當屆董事會成員出任，定期與行政總監及部門高級職員舉行會議，商討局務運作及政策。
保良局甲辰年（2024-25年）董事會
董事會轄下的委員會有「策劃及管治委員會」、「教育委員會/校董會」、「社會服務委員會」、「校董會(幼稚園暨幼兒園)」、「產業及工程委員會」、「籌募委員會」、「青少年事務委員會」、「醫療服務委員會」、「康樂服務委員會」、「文化服務委員會」、「資訊科技委員會」、「總局重建工作委員會」和「稽核委員會」。
董事會以下為「行政總監辦公室」，由行政總監協助董事會策劃局務及監管各部門運作，並領導各部門主管執行工作。監管部門包括「社會服務部」、「教育事務部」、「青少年事務部」、「康樂服務部」、「歷史博物館」、「財政部」、「籌募部」、「企業傳訊及公關部」、「中央行政部」、「產業及工程部」、「人力資源部」和「資訊科技部」。在董事會授權下，「稽核委員會」負責督導獨立運作部門「稽核部」進行審計服務。而「董事會秘書處」則為董事會提供行政支援，並統籌董事會之會議和每年屆末舉行的會員周年大會、互選主席及副主席大會，及兩屆董事會移交銀物印信儀式

### 顧問局
民政及青年事務局局長為當然主席的保良局顧問局由不多於15人組成。顧問局每年會與董事會舉行聯席會議就該局重要事務提供意見。
保良局甲辰年（2024-25年）顧問局

## 服務範疇

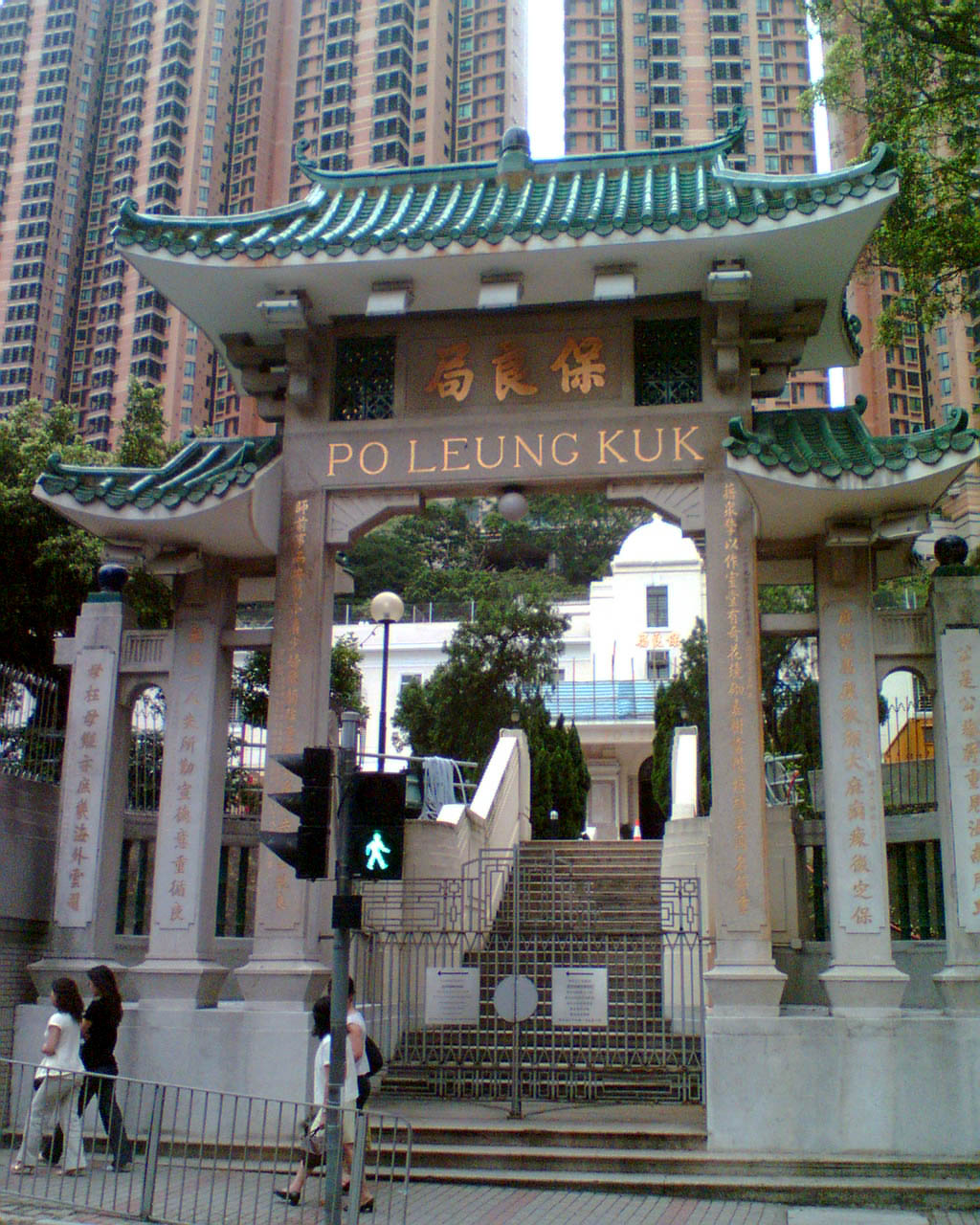
香港禮頓道保良局正門牌坊

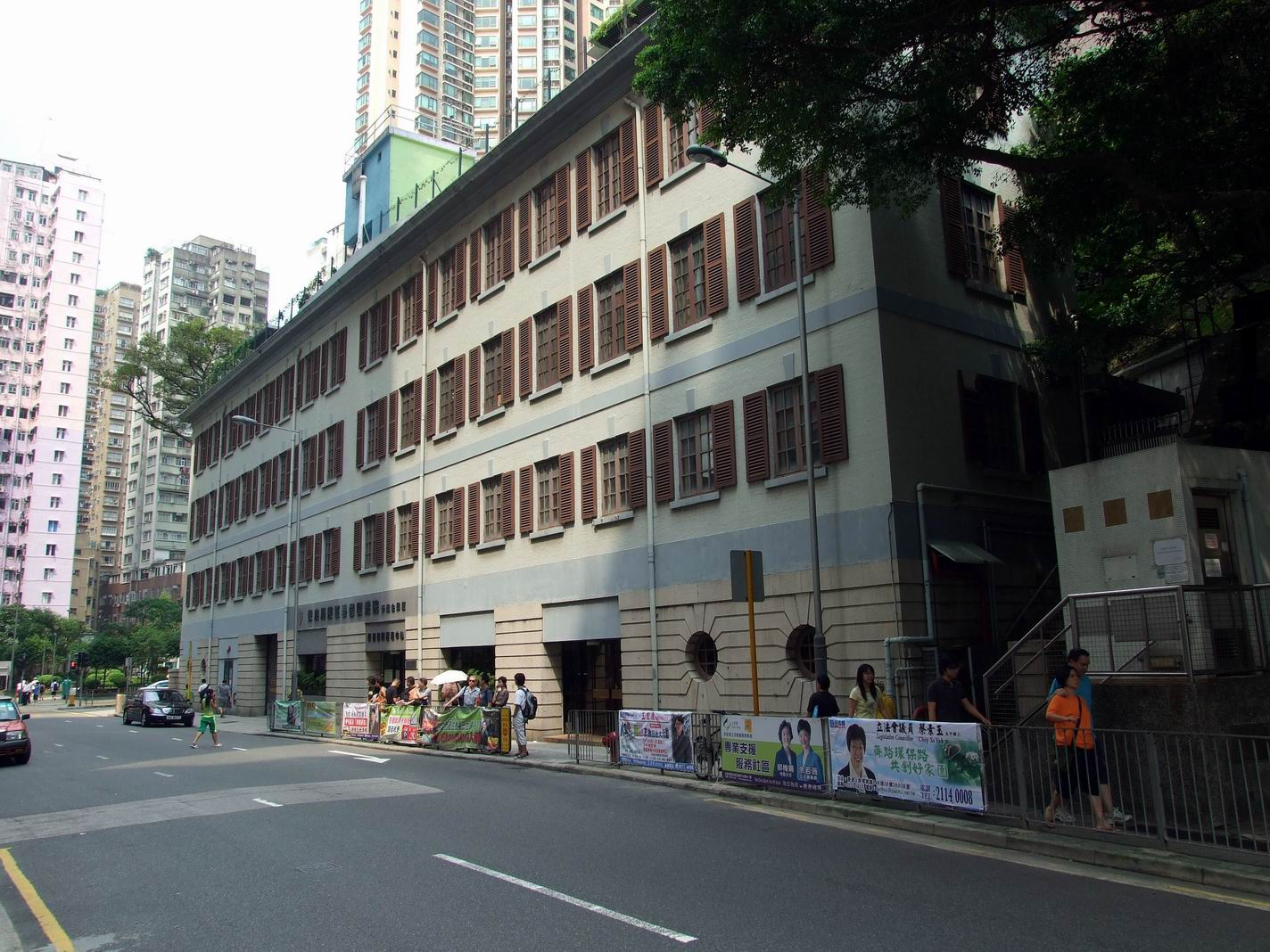
保良局陳區碧茵頤養院

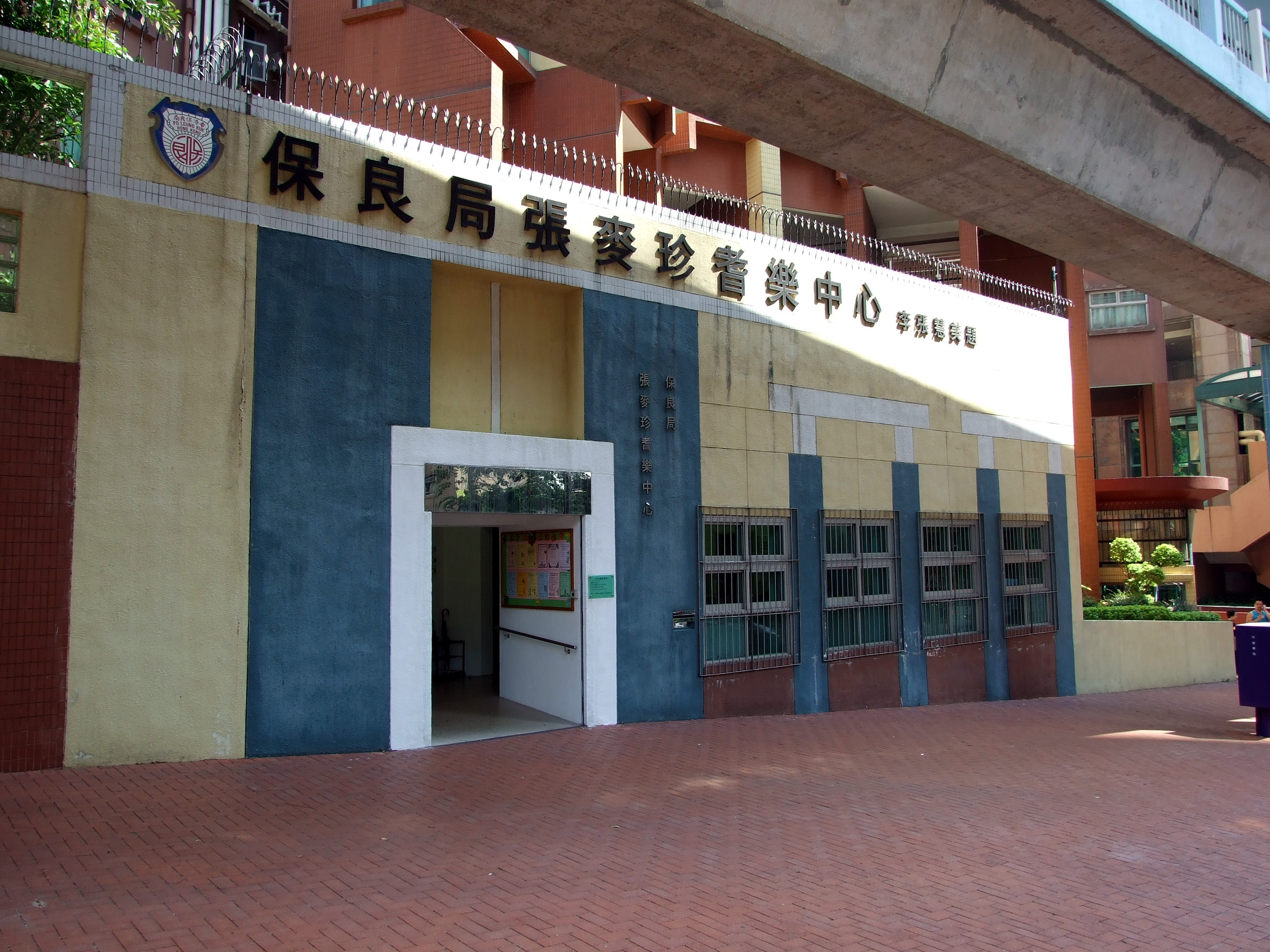
張麥珍耆樂中心

保良局目前共辦有超過300個服務單位，遍佈港九新界。
單位分佈及詳情︰https://www.poleungkuk.org.hk（页面存档备份，存于）

## 籌募活動

### 星光熠熠耀保良
保良局為籌募服務經費，曾在3月，每年9月與無綫電視合作舉行的大型籌款節目，是無綫電視慈善節目之一。近年獲贊助商（如金利豐金融集團、何鴻燊博士基金會、喜運佳鐘表集團）擔任冠名贊助，充裕收益。

### 保良局周年慶典
每年年初一晚，無綫電視錄播保良局的賀歲節目，而個節目名稱每年不同。詳情參考無綫電視賀年節目列表。

### 賣旗日
保良局為籌募各項服務經費每年舉行全港性賣旗籌款，屬下學校學生及家長、老人中心長者及其他企業機構義工於全港各區進行賣旗募捐。

### 慈善獎券暨屋邨籌款
保良局為籌募服務經費，每年推出慈善獎券，保良局慈善獎券每張十元，在全港公開發售，為期八星期，慈善獎券獎品豐富，包括有足金金飾、百貨公司禮券、酒席、機票、鑽石首飾及餐飲禮券等。此外，更會邀請全港各屋邨、屋苑及社團單位協助舉辦籌募活動。

### 其他活動
保良局亦會不定期或為特定的籌款目標而舉辦不同的籌募活動，主要有粵劇晚會、一人一願安老籌募計劃、慈善步行、慈善盆菜、慈善餐舞會、電影慈善首映禮等。

## 物業

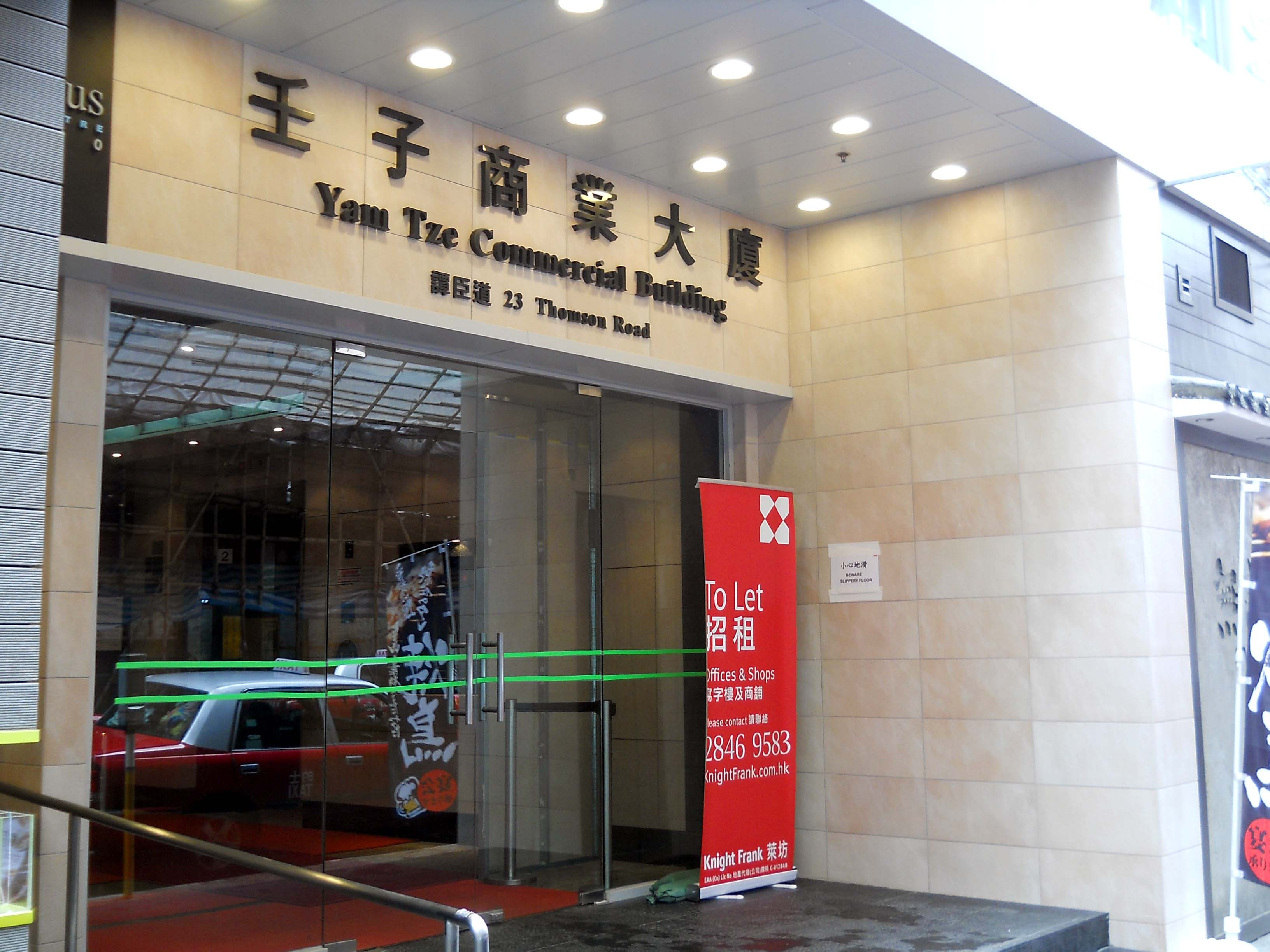
壬子商業大廈

保良局一如東華三院持有多幢物業放租作為日常收入來源。整幢物業有位於灣仔譚臣道的壬子商業大廈和深水埗汝州街的少清大廈。

## 相關
- 幼兒園
- 幼稚園
- 小學
- 中學
- 特殊學校
- 專上教育
- 社區書院

## 學校列表

### 中學
- 保良局顏寶鈴書院
- 保良局羅氏基金中學
- 保良局蔡繼有學校
- 保良局馬錦明中學
- 保良局百周年李兆忠紀念中學
- 保良局董玉娣中學
- 保良局朱敬文中學
- 保良局胡忠中學
- 保良局莊啟程預科書院
- 保良局唐乃勤初中書院
- 保良局李城璧中學
- 保良局姚連生中學
- 保良局羅傑承(一九八三)中學
- 保良局甲子何玉清中學
- 保良局馬錦明夫人章馥仙中學
- 保良局何蔭棠中學
- 保良局第一張永慶中學

### 小學
- 保良局林文燦英文小學
- 保良局香港道教聯合會圓玄小學
- 保良局陳守仁小學
- 保良局陸慶濤小學
- 保良局蔡繼有學校
- 保良局何壽南小學
- 保良局田家炳千禧小學
- 保良局田家炳小學
- 保良局莊啟程第二小學
- 保良局梁周順琴小學
- 保良局西區婦女福利會馮李佩瑤小學
- 保良局志豪小學
- 保良局方王錦全小學
- 保良局王賜豪(田心谷)小學
- 保良局莊啟程小學
- 保良局蕭漢森小學
- 保良局朱正賢小學
- 保良局雨川小學
- 保良局金銀業貿易場張凝文學校
- 保良局陳溢小學
- 保良局世德小學
- 保良局黃永樹小學
- 保良局馮晴紀念小學
- 保良局陳南昌夫人小學
- 保良局錦泰小學

### 已停辦學校
- 保良局陳維周夫人紀念學校

### 幼稚園
- 保良局陳黎惠蓮幼稚園
- 保良局呂陳慧貞幼稚園
- 保良局李徐松聲紀念幼稚園
- 保良局林丁麗玲幼稚園
- 保良局譚歐陽少芳紀念幼稚園
- 保良局曾星如幼稚園
- 保良局廖笑霞幼稚園
- 保良局郭羅桂珍幼稚園
- 保良局葉吳彬彬皇后山幼稚園
- 保良局莊啟程夫人幼稚園
- 保良局莊啟程夫人(華貴)幼稚園
- 保良局劉進幼稚園
- 保良局鄧碧雲紀念幼稚園
- 保良局田家炳兆康幼稚園
- 保良局倪文玲(友愛)幼稚園
- 保良局廖烈正幼稚園
- 保良局倪文玲(蝴蝶灣)幼稚園
- 保良局蔡冠深幼稚園
- 保良局慧妍雅集幼稚園
- 保良局唐楚男(瀝源)幼稚園
- 保良局吳多泰幼稚園
- 保良局馮梁結紀念幼稚園
- 保良局呂錦泰幼稚園
- 保良局梁安琪幼稚園
- 保良局劉陳小寶幼稚園
- 保良局建造商會學校
- 保良局朱李月華幼稚園
- 保良局莊啟程幼稚園
- 保良局方譚遠良幼稚園
- 保良局志沛幼稚園
- 保良局譚華正夫人幼稚園
- 保良局張心瑜幼稚園
- 保良局李俊駒伉儷幼稚園
- 保良局呂陳慧貞(葵芳)幼稚園
- 保良局田家炳幼稚園
- 保良局曹金霖夫人幼稚園
- 保良局葉吳彬彬幼稚園
- 保良局蔡繼有幼稚園
- 保良局方王換娣幼稚園
- 保良局李樹福幼稚園
- 保良局黃樹雄幼稚園
- 保良局方王錦全幼稚園
- 保良局鄭關巧妍幼稚園
- 保良局吳寶玲幼稚園
- 保良局李筱參幼稚園
- 保良局張潘美意幼稚園
- 保良局謝黃沛涓幼稚園
- 保良局方譚遠良(慈雲山)幼稚園
- 保良局王少清幼稚園
- 保良局金卿幼稚園

## 其他

### 大型計劃之一：青年宿舍
保良局近年推進兩項大型計劃，包括提供由恒基主席李兆基博士所捐出的元朗地，以興建全港最大的青年宿舍，將有逾 1600個宿位（有單人房及雙人房）供 18至30歲在職青年用市值半價租住。
保良局亦充分「保護」年輕人安全，包括家人於晚間探望亦需逐次收費。。

### 大型計劃之二：銅鑼灣總局重建
保良局目前位於銅鑼灣的總部，重建計劃希望增加服務空間，以增設服務，包括：增加育嬰院、幼稚園、幼兒中心及特殊兒童發展中心名額，以及其他可供社區人士使用的服務。
保良局總部當中最具歷史的建築物中座大樓建於1932年，已獲評為二級歷史建築。重建其他大樓重置服務後，將會活化此中座大樓擬用作社會企業等，開放公眾使用。
保良局季刊: 增加共享平台 (page 4-9)（页面存档备份，存于）

### 保良局「V54年青藝術家駐留計劃」
簡稱「V54」的駐留計劃，借用了保良局前主席梁安琪女士位於跑馬地的一所三級歷史建築，內有11個房間，以同區市值六成的租金，為18 – 45歲年青藝術家提供低廉短期住宿，V54定期舉辦社區導賞及藝術創意活動，鼓勵駐留的藝術家向公眾推廣藝術價值，回饋社會。
V54 Facebook 專頁 （页面存档备份，存于）

### 控制行政費開支
公眾關注對社福機構管理開支的情況。根據保良局截止2018年3月31日的財務年報，機構行政開支為1.07億港元，相對40.1億港元的總營運開支，占約2.6%，屬於低水平。2017年度该比率为2.9%。

### 保良局旗下訓練營的相關爭議
保良局的領袖紀律訓練營是專為仍在求學期間的同學而設，但有曾參加的同學大部份都認為訓練過度熱門，經常被無理責罰並且受體罰嚴懲。直到英華書院有學生投訴訓練營有問題，使保良局旗下訓練營不斷爆出醜聞，越來越多學生也現身說法表示自己是訓練營下的受害者，保良局在最後為了保持聲譽遂與訓練營承辦商解約，事件暫告一段落。
青年會書院一直有舉辦此訓練營活動，直至2014年有同學在活動期間不滿教練的粗暴對待而發生爭執，同年有同學在活動後發動抗議保良局領袖紀律訓練的運動，該學校亦因為如此取消了保良局領袖紀律訓練的活動。此外，英華書院中一及中四學生多年來都有參加與保良局旗下訓練營機構訓練營，校方聲稱目的為是為了提升同學的凝聚力、歸屬感和領導才能。2015年3月中，該校有同學因無法完成該營舍梁教練的任務被當眾侮辱，期間梁教練表現激動，多次捉著某同學的衫領拉扯，要求同學踐踏及撕破班旗。梁教練其後更一手拿出萬用軍刀，一手與某同學拉扯爭執，最終由同僚Johnny Sir阻止。整個過程由扯衫領到教練持刀與學生糾纏結束，歷時大約三分鐘
。

## 外部連結
- 保良局網頁（页面存档备份，存于）
- 保良局的Facebook專頁
- 保良局的Instagram帳戶
- YouTube上的保良局頻道